# Århundredes børn
Århundredes børn (russisk: Дети века) er en russisk stumfilm fra 1915 af Jevgenij Bauer.

## Medvirkende
- Arsenij Bibikov som Lebedev
- V. Glinskaja som Lidija Verkhonskaja
- Ivan Gorskij
- Vera Kholodnaja som Maria
- S. Rassatov